# هان يي-سيول
هان يي-سيول (هانغل: 한예슬) مواليد 18 سبتمبر 1981 في لوس أنجلوس، كاليفورنيا، الولايات المتحدة، هي ممثلة وعارضة أزياء كورية جنوبية بدأت مسيرتها الفنية عام 2001. مثلت في مسلسل ولادة حسناء (هانغل: 미녀의 탄생)، ومسلسل الجاسوسة الجميلة (هانغل: 스파이 명월)، وظهرت في رنينق مان وفي فيديو موسيقي للمغني رين.

## السيرة الذاتية
ولدت وترعرعت في لوس أنجلوس، كاليفورنيا، قبل أن تنتقل إلى كوريا الجنوبية لمتابعة التمثيل. درست وتخرجت من كلية سيريتوس. وتتحديث بطلاقة باللغتين الإنجليزية والكورية.
تخلت عن الجنسية الأمريكية في عام 2004 للحصول على الجنسية الكورية الجنوبية لبدء مسيرتها هناك كممثلة كورية.

## وصلات خارجية
- هان يي-سيول على موقع IMDb (الإنجليزية)
- هان يي-سيول على موقع أول موفي (الإنجليزية)
- هان يي-سيول على موقع قاعدة بيانات الفيلم (الإنجليزية)